# Матадор (гранатомёт)
Матадор (сокр. англ. Man-portable Anti-Tank, Anti-DOoR) — 90-мм одноразовый гранатомёт, разработанный в результате сотрудничества Сингапура и Израиля. Является модернизированным вариантом немецкого гранатомёта Armbrust и работает на тех же принципах. Основным предназначением гранатомёта является разрушение укреплённых сооружений и уничтожение легкобронированной техники. Разработка MATADOR началась в 2000 году с целью замены Armbrust находившегося в эксплуатации с 1980-х годов.
MATADOR разработан совместно ВС Сингапура и агентством DSTA, в сотрудничестве с израильской компанией Rafael Advanced Defense Systems и немецкой Dynamit Nobel Defence (DND).
Созданы несколько модификаций гранатомёта. Предназначен для уничтожения укреплённых огневых точек противника. Гранатомёт способен поражать цели на дальностях от 14 до 500 метров. Его масса 8,9 кг, длина 1 метр.
Применялся в операции «Литой свинец» в Секторе Газа в январе 2009 года.

## Модификации
- MATADOR-MP (от англ. Multi-Рurpose)
- MATADOR-WB (от англ. Wall-Breaching) — со специальной БЧ типа EFR (англ. Explosively-formed Ring, буквально «кольцо формируемое взрывом», разновидность БЧ типа «ударное ядро») для проламывания отверстий (до 1 м в диаметре) в стенах городских сооружений;
- MATADOR-AS (от англ. Anti-Structure) — версия с двухрежимным взрывателем и тандемной боевой частью.

## Страны-эксплуатанты
- Великобритания: Британская армия в рамках программы Anti-Structures Munition[англ.] заказала новую модификацию MATADOR-AS для поражения высокозащищённых сооружений у компании Dynamit Nobel Defence[4].
- Германия: Сухопутные войска Германии заказали 1000 штук MATADOR-AS под обозначением RGW90 AS[5].
- Израиль: Армия обороны Израиля[6][7].
- Сингапур: Заменяет Armbrust Вооружённых силах Сингапура[8].
- Словения: Сухопутные войска Словении, местное обозначение RGW 90[9][10].
- Украина: в марте 2022 года начались поставки из ФРГ, всего до 21 июля 2022 года было поставлено 7944 шт[11].

## Галерея

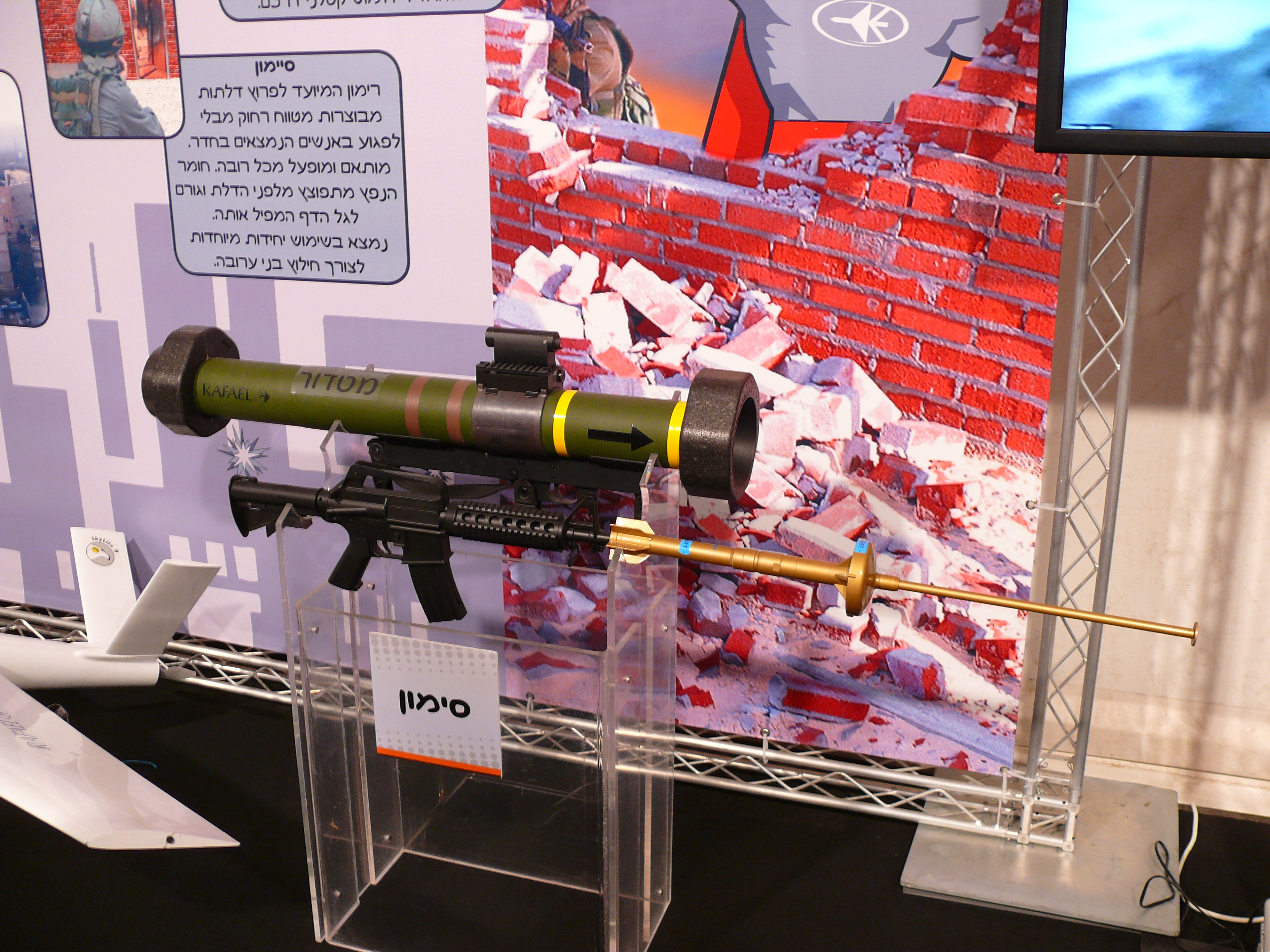
MATADOR (сверху) и SIMON (снизу), оба могут использоваться для вышибания дверей во время военных операций в городских условиях.
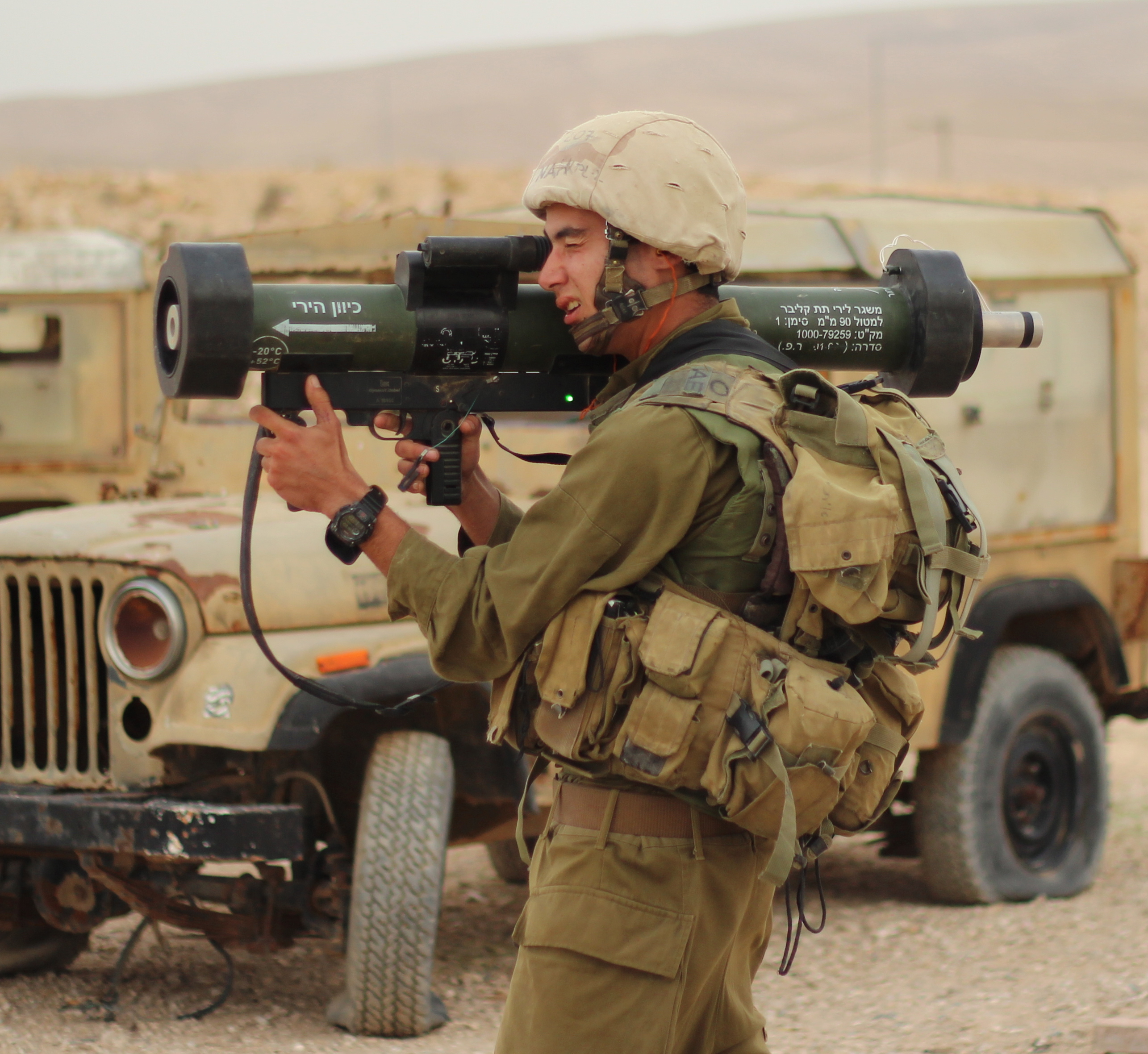
Солдат Армии обороны Израиля с гранатомётом Матадор